# Akira Nishimura
Akira Nishimura (jap. 西村 朗 Nishimura Akira; * 8. September 1953 in Osaka; † 7. September 2023 in Tokio) war ein japanischer Komponist.

## Leben
Nishimura studierte an der Tokio University of Fine Arts von 1973 bis 1980 Komposition und Musiktheorie u. a. bei Tomojirō Ikenouchi, Akio Yashiro und Michio Mamiya. Darüber hinaus belegte er die Fächer traditionelle asiatische Musik, Religion, Ästhetik und Kosmologie bei Fumio Koizumi – Interessensgebiete, die in sein Komponieren mit einflossen.
Er lehrte an der Musikhochschule Tokio und war für den Japanischen Komponistenverband tätig. Zudem war er Composer in Residence von 1993 bis 1994 beim Orchesterensemble Kanazawa und von 1994 bis 1997 beim Tokyo Symphony Orchestra. Als Musikdirektor leitete er die von ihm 2000 gegründete Izumi Sinfonietta und seit 2010 das Kusatsu International Summer Music Academy & Festival.

## Schaffen
Nishimuras Werk umfasst nahezu alle Genres – eine Oper (Asters 2019), eine Kammeroper (Eshi, der Maler 1999 nach Ryūnosuke Akutagawa) und Orchesterwerke (darunter auch Sinfonien und Konzerte), außerdem Chor-, Kammermusik, Lieder, Werke für Orgel, Klavier, Harfe, Gitarre, Schlagzeug sowie Musik für traditionelle japanische Instrumente wie Koto, Shakuhachi, Shamisen und  Hichiriki. Insgesamt bewegt sich Nishimuras Musik im Spannungsfeld zwischen asiatischer Tradition und westlicher Moderne im Gefolge von György Ligeti und Iannis Xenakis. Nishimura, schreibt der Musikexperte Klaus-Michael Hinz, sei „ein europäisch ausgebildeter Musiker der Gegenwart und ein emphatisch traditionsbewußter Japaner zugleich“.
Charakteristisch für Nishimuras Frühwerk ist die Auseinandersetzung mit der Heterophonie, einer für die traditionelle ostasiatische Musik typischen Musizierform, die sich zwischen Homophonie und Polyphonie bewegt und in deren vielfältiger Schichtung sich Intervalle, Rhythmen und Melodien subtil verändern. Neben der Heterophonie interessiert er sich kompositorisch auch für die indonesische Gamelan-Musik und die japanische Gagaku-Tradition. Nishimuras Stilistik weist zwar Bezüge zu Ligetis „Mikropolyphonie“ auf, ist aber deutlich asiatisch geprägt. Als geistiger Hintergrund dient ihm die traditionelle fernöstliche  Spiritualität, was sich in Werktiteln wie Into the Light of the Eternal Chaos (1990), Padma Incarnation (1997) und Vision and Mantra (2007) andeutet. Seine Musiksprache ist der Moderne verpflichtet – häufig geprägt durch eruptive Entladungen und meditative Klangbänder. 2019 kam erstmals eine große Oper von ihm heraus: Asters. Die Uraufführung fand im Neuen Nationaltheater Tokio unter Leitung von Kazushi Ono und in der Regie von Yoshi Oida statt, das Libretto gründet auf einer Novelle von Jun Ishikawa.
Werke von ihm wurden weltweit aufgeführt u. a. vom Kronos Quartet, vom Arditti Quartett und vom Ensemble Elision, beim Ultima Festival für zeitgenössische Musik Oslo, beim Warschauer Herbst und bei Wien Modern. Zu den Orchestern, die Nishimuras Werke interpretierten, gehören u. a. das Tokyo Philharmonic Orchestra, das Tokyo Metropolitan Symphony Orchestra, das Japan Philharmonic Orchestra, das Yomiuri-Nippon-Sinfonieorchester, das Polish National Radio Symphony Orchestra, die Württembergische Philharmonie, das Bruckner Orchester Linz und das Haydn-Orchester Bozen und Trient. Solisten wie Karl Leister, Wolfgang Boettcher, Thomas Indermühle, Saschko Gawriloff, Aki Takahashi und Aurèle Nicolet setzten sich für sein Werk ein, ebenso Dirigenten wie Matthias Bamert, Alan Gilbert, Antoni Wit, Tan Dun und Günter Neuhold.

## Auszeichnungen
Bereit 1974 gewann Nishimura den Kompositionspreis beim Japanischen Musikwettbewerb. Im Jahr 1977 folgten der 1. Preis in der Kategorie Komposition beim Concours Musical Reine Elisabeth für sein Streichquartett Heterophony (1975) und der Luigi Dallapiccola Composition Award für Mutazioni (1977). 1980 wurde seine Komposition Kecak (1979) beim International Rostrum of Composers des Internationalen Musikrats der UNESCO als bestes Werk gekürt. Mehrfach erhielt Nishimura Preise bei den ISCM World Music Days – 1982, 1984, 1988 und 1990. Ebenfalls mehrfach wurde Nishimura mit dem Otaka-Preis ausgezeichnet (1988, 1992, 1993, 2008 und 2011). Neben zahlreichen weiteren Auszeichnungen gewann er 2001 den ExxonMobil Music Prize und 2004 den Suntory Music Award.